# Centro Portugués de Vigo
O Centro Português de Vigo, tem tido vários nomes ao longo de sua vida, até finalmente terminar com sua forma final, que durará até o presente. O Centro Português de Vigo foi coração da comunidade portuguesa na cidade de Vigo. Durante a que podemos dar em chamar "época dourada", mais de 2.000 famílias participavam nas atividades e em sua intensa vida social que juntava a uma comunidade tão diversa como era a dos emigrantes portugueses em Vigo.
A fundação do actual “Centro Português de Vigo” ocorreu o 10 de Novembro do ano 1927 baixo o nome de “Centro Português de cultura artística e social”, em plena ditadura de Primo de Rivera. O primeiro lugar no que se assentou a sede foi na rua Arines de Castro nº1 da cidade de Vigo, sendo matriculado no Consulado Geral de Portugal, com sede na mesma  cidade, com o número 3857 e sendo aprovada a inscrição pelo Governador Civil da Província de Pontevedra o 3 de dezembro de 1927.
Os fundadores tinham sido 28 cidadãos portugueses, que a dia de hoje ficam inscritos numa orla feita por Fernando d'Oliveira no ano 1931 e que se conserva nos arquivos do “Centro”, o mesmo que os livros de atas e de registros de sócios desde sua fundação.
Sua finalidade primeira, ficou recolhida nos estatutos naquela altura: “Agrupar em seu seio a todos os operários manuais e intelectuais portugueses, de ambos sexos que residam na Espanha”. E foi esta sua atividade desde o primeiro momento, entre outras, também se criou uma biblioteca e uma caixa de beneficência para a ajuda mútua dos sócios precisados.

## História

### Semana Portuguesa de Vigo, 1933

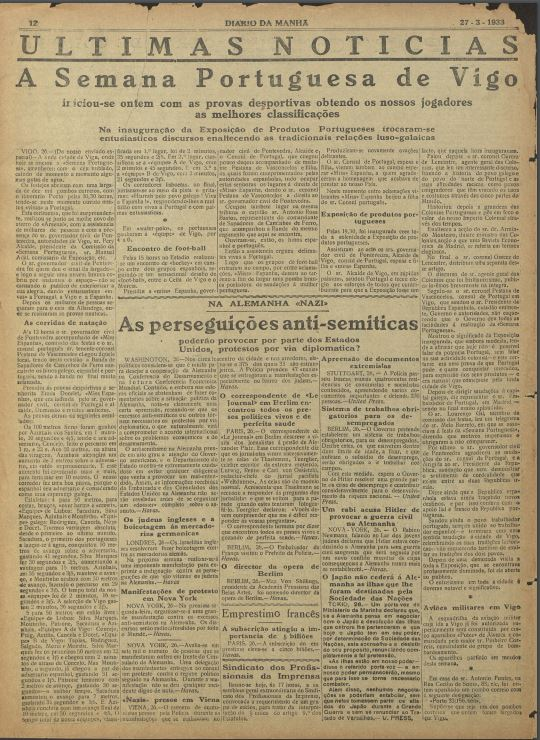
[http://hemerotecadigital.cm-lisboa.pt/OBRAS/DiarioManha/1933/Marco/N711/N711_master/N711.pdf http://hemerotecadigital.cm-lisboa.pt/obras/diariomanha/1933/marco/n711/n711_master/n711.pdf

No mês de março de 1933 iniciou-se na cidade de Vigo o que séria a primeira e única edição da "Semana Portuguesa de Vigo". Mas de 10.000 pombas-correio soltaram-se, segundo contam as crónicas. Foram estas jornadas uma espécie de "mini-olimpiadas" com provas desportivas de natação, water-polo, hóquei e futebol. Nesta Semana Portuguesa também teve um lugar para uma excecional feira do livro português e uma mostra de produtos portugueses. Também não faltou o Rancho de ninhotas de Viana de Castelo.

### Fim da 1ª época
O 24 de Maio do ano de 1936, em plena II República, dantes do início da guerra da Espanha, assinar-se-ão uns estatutos novos onde aparece unicamente já a razão social da entidade como “Centro Português” e um novo domicílio na rua Catorze de Abril número 9 1º, sendo aprovados estes novos estatutos pelo Governador Civil da província em data de 2 de Junho de 1936.
Em assembleia geral de 1937 celebrar-se-ão uns novos estatutos. Nestes novos estatutos fica estabelecido o nome definitivo  da entidade como “Centro Português de Vigo” e com um novo domicílio no centro da cidade, na rua do Príncipe número 13, 1º. Uma sede na que o Centro vai estar até 25 de novembro de 1989 e que será eixo da vida do Centro. Finalmente, depois da venda da sede da rua Príncipe, o Centro transladar-se-á para um novo local na rua Romil número 12, 1º.
Nestes anos, tanto o Centro Português, como a própria cidade, tinham vivido uma época de expansão e crescimento, numa época dourada, que teve muito que ver, primeiramente com os benefícios económicos da exploração do volfram para a indústria de guerra dos nazistas e do que Vigo foi destacado porto de saída. Um Vigo que naquela altura era cidade de espias britânicos e nazistas principalmente.

### Nos anos dourados
Os 52 anos que esteve o Centro Português de Vigo na rua do Príncipe, uma das principais artérias da cidade, tinham sido os de maior vida social que recordam os anais do Centro, participando ativamente da vida da cidade e contribuindo no que séria uma meta na vida da mesma: a inauguração da estátua homenagem a Camões na batizada como “Praça de Portugal”[1]. Um grande espaço no centro da cidade, que foi durante anos nodo de conexão para os autocarros que ligavam com as vilas da periferia da cidade e com as linhas de longo percurso.
Nesta mesma Praça de Portugal todos os 10 de junho se para uma grande homenagem ao grande poeta Camões, sendo depositada pela Junta Diretora do Centro Português de Vigo e seus sócios, sendo acompanhados pelas primeiras autoridades da câmara municipal, uma grande coroa de loureiros.
Durante este mais de meio século, o Centro teve uma intensa vida social como lugar próprio dos portugueses residentes em Vigo, onde partilhavam momentos múltiplos de sua vida social, sendo também muitas as conferências e a vida cultural que programava o Centro. Entre outras pessoas o Sr. Comendador António Maria Santos da Cunha, Governador Civil de Braga, também o Vice-cônsul Sr. Victor Homem de Almeida, ou Dom José Manuel Coelho de Paula, organizador no Centro de diversos cursos comerciais e de vendas e por citar algum também importante, o professor Óscar Lopes, que inauguraria as primeiras das Jornadas Galaico-Portuguesas no dia 17 de dezembro de 1969 no Circulo Mercantil e Recreativo de Vigo baixo a conferência “Panorama da literatura portuguesa”.
O professor D. Manuel Rodrigues López dá uma palestra baixo o título “A questão do Amadis de Gaula no contexto peninsular” no que já serian as II Jornadas Galaico-Portuguesas organizadas pelo Centro. Nestas jornadas, em sua 3ª edição, também participou o grande artista Ernesto de Sousa, com uma conferência titulada “Arte e anti-arte”

### Visita deMário Soarese sede doInstituto Camõesem Vigo.[8]
No 1986 a República de Portugal e o Reino dá Espanha, entrariam a fazer parte na daquela Comunidade Europeia. Uma meta que abriu a liberdade de movimentos no espaço comum europeu e que mudaria já para sempre a relação dos residentes portugueses na cidade de Vigo.
Nesta altura, por vez primeira, o Centro Português recebe a primeira visita de um chefe de estado de Portugal, Mário Soares, acompanhado da súa esposa, visita o Centro Português de Vigo no 1991. Uns anos depois, o Centro Português recebe também a visita do pretendente da coroa portuguesa, o Duque de Bragança, Duarte Pio de Bragança, acompanhado do senador do Reino da Espanha Adriano Marquês de Magalhães e por Francisco de Calheiros, Conde de Calheiros.
Nesta altura, começam os trabalhos conjuntamente com o prefeito da câmara municipal de Vigo Carlos Príncipe para sediar na cidade o Instituto Camões, que finalmente abriria suas portas no 1998.

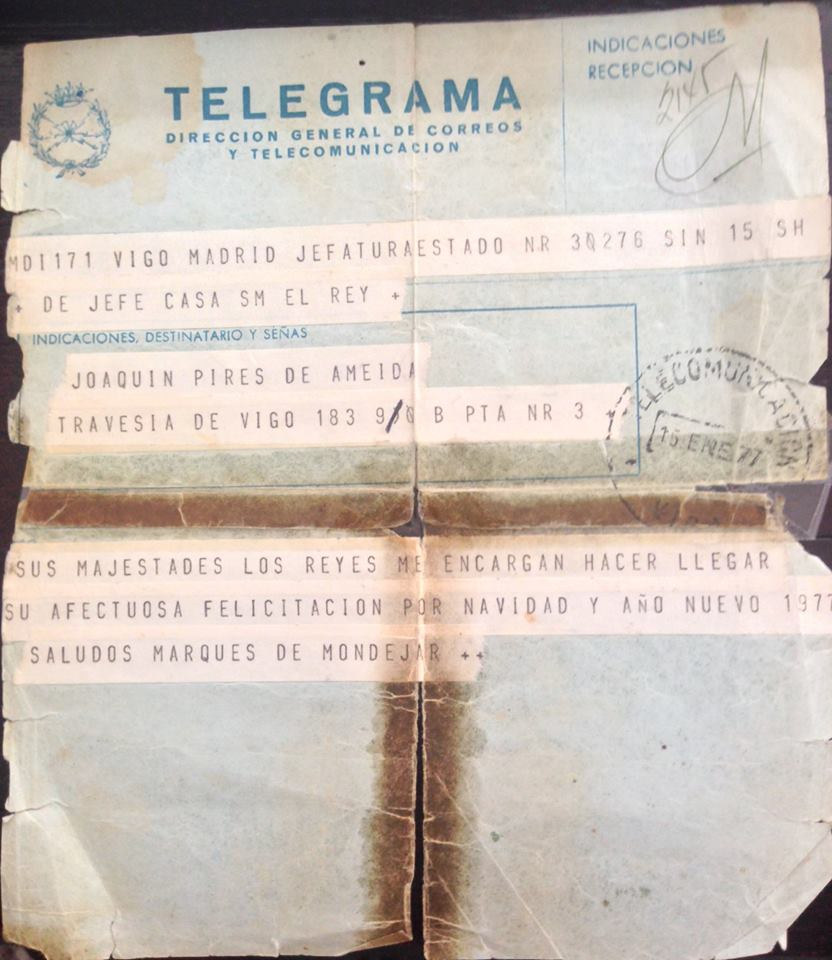
Telegrama do Chefe da Casa Real espanhola, o Marqués de Mondejar, no Natal de 1976 para o presidente do Centro Português D. Joaquim Pires de Almeida. Fundos próprios do Centro Portuguès

### Primeiras aulas de Português, 1991. Fim da 2ª época
Chegamos asi ao 1989, onde começa uma nova etapa dentro do Centro, com nova sede na rua Romil. Durante estes anos na rua Romil dar-se-ão 16 cursos de iniciação à língua portuguesa e 7 de aperfeiçoamento, sendo a primeira pessoa a dar salas de português a professora Dra. Lourdes Carita, e a seguir a Dra. Rosa Andajo Correia, que foi a primeira leitora de língua portuguesa na Universidade de Vigo.
O Centro Português foi o primeiro em dar classes de língua portuguesa em Galiza, numa época onde na cidade de Vigo não existiam, nem no Instituto Camões, nem tampouco na Escola Oficial de Idiomas. Foram um grande sucesso no tempo, chegando aos 16 cursos de língua entre iniciação e aperfeiçoamento, dois congressos de língua e cultura portuguesa e imensas conferências e palestras sobre temáticas culturais em diversos lugares: Vigo, Lisboa, Tomar ou Tominho foram sedes destas atividades onde compartilhariam palestras conferenciastes tanto galegos como portugueses.
Entre outras coisas, a Dra. Rosa Correia iniciaria uma longa e duradoura atividade em levar o conhecimento da cultura portuguesa através do Centro. Iniciaria o “I Congresso de língua e cultura portuguesa” organizado pelo Centro Português de Vigo e que contaria entre outros conferenciastes com D.ª Wanda Ramos, Dra. Lado Luzia de Oliveira; que naquela altura era leitora de português na Universidade de Perúgia e notável poetisa, também a notável escritora Lídia Jorge ou o Dr. Fernando da Costa.
Do 7 ao 31 de março de 1996 organizado pelo Centro Português de Vigo produziu-se o “II Congresso de língua e cultura portuguesa: homenagem a Fernando Pessoa”.   As atas de dito congresso foram recolhidas pela editorial “Colibri”. Aquele Congresso contou entre outros conferencistas com a Dra. Manuela Judice, a Dra.  Isabel Vaz Ponce de Leão, o Dr. Richard Zenith, a Dra.  Rosa Correia, a Dra. Lourdes Carita, Dª
A Dra. Rosa Correia segue na atualidade colaborando com o Centro Português de Vigo do qual é Vice-presidente 1ª.
De estes anos as lembranças das atividades do Centro Português de Vigo seriam imensas, pela contra, não podemos deixar ficar fora duas lembranças muito especiais. Lembranças que são de Pilar Muñoz Bacelar, servidora pública no Consulado Geral da República de Portugal em Vigo e que séria professora do Centro; e à outra, a bem-querida, e da que o Centro Português de Vigo mantém em grande estima, a Dra. Dulce Matos, uma das pessoas fundadoras do grupo “Cais dá Cultura” de Lisboa, seguidora e aluna do professor Agostinho dá Silva e colaboradora cultural incansável com Centro Português de Vigo desde o ânus 1993 até o mesmo dia no que morreu. Ambas sempre estarão, já por sempre, na memória da entidade.

### Medalha de ouro da cidade de Vigo, 2002. Fim da 3ª época
No ano 2002, a cidade de Vigo reconhece a vida imensa do Centro Português de Vigo, em seu 75º aniversário, e concede a mas alta honra da cidade ao Centro, medalha de ouro da cidade recolhida pelo presidente Bernardino V. Crego Cervantes. A entrega da medalha produz-se num momento crítico para o Centro Português de Vigo, que já se tinha desfeito de sua sede social e que parecia de facto dirigir-se cara sua extinção definitiva. A dívidas e a falta de sócios não faziam prever outra cousa que sua desaparição definitiva.

### História de uma emigração difusa, trabalhos sobre a emigração galega a Lisboa
Depois da meta que supôs a instalação da sede do Instituto Camões em Vigo, o Centro Português de Vigo, entrou numa época de inatividade. À já difícil situação financeira, suma-se-lhe a falta de sócios e o abandono dos cursos de língua portuguesa que se davam pelo Centro, já dados por instituições como a E.O.I. de Vigo ou pelo próprio Instituto Camões, foram dificuldades para dar-lhe uma continuidade à instituição que acolheu durante décadas aos cidadãos portugueses na cidade de Vigo. Em estes anos muitas das atividades, serão realizadas desde a fundada como “Associação de fraternidade Galiza-Portugal”, já que as atividades culturais traspassam com muito as fronteiras do termino municipal vigués e adquirem uma nova e mais ampla dimensão. Durante esse tempo organizar-se-ia o “I Encontro Luso-Galaico” na cidade de Tomar. Desde esta Fraternidade colabora-se com o concelho de Ansião, onde ainda hoje na atualidade existe na freguesia de Alvorge o "Festival Luso-Galaico". Também se estendia durante este tempo a colaboração com a Juventude dá Galiza-Centro Galego de Lisboa através de múltiplas atividades e conferências organizadas conjuntamente na sede dos jardins do Torel.  Entre outras colaborou na investigação documentária em Lisboa do que finalmente seria o livro e o documentário de Xan Leira sobre a emigração galega em Lisboa e um livro de Miguel Fernández sobre D. Manuel II, entre outras muitas atividades levadas adiante desde a "Fraternidade Galiza-Portugal".
O diretor argentino de origem galega Xan Leira filmou e documentou o filme "Galegos em Lisboa, a história jamais contada". Segundo o cineasta, os galegos começaram a instalar-se em Lisboa a partir do século XV, quando Portugal vivia um momento de apogeu por seus descobrimentos em ultramar. Os especialistas consultados por Leira classificam esta emigração dos galegos a Lisboa como «a mãe de todas as migrações», ainda pouco conhecida pelo público em general.
Com uma duração de 55 minutos, o documentário desenha o mapa da emigração galega a Lisboa e revela as marcas culturais e sociais que deixariam os emigrantes galegos na cidade da luz. Segundo Leira, «é difícil saber que é património galego e que é património lisboeta».
As oportunidades para os galegos também apareceram depois das catástrofes naturais que assolaram Lisboa durante os séculos XVI e XVIII. Múltiplas pessoas marchariam de Galiza para trabalhar nas reconstruções de urgência trás o forte terramoto de Lisboa. Também para lá foram muitos adolescentes fugindo das cames militares. São inúmeros os galegos que são bem mais conhecidos como portugueses que como galegos; entre eles o famoso e conhecido como o "Assassino do Acueducto das Águas Livres", Diogo Alves. Outros muitos "lisboanos" tinham sido Agapito Serra Fernandes, Alfredo Guisado ou Manuel Cordo Boullosa, entre tantos outros.
Já na segunda década do século XXI, o Centro Português de Vigo volta novamente a organizar baixo seu nome atividades e se reinicia, já quase exclusivamente como entidade cultural através do “I Coloquio sobre feminino e feminismo na literatura portuguesa”.

### Colóquios de filosofia luso-galaicos-brasileiros sobre a "saudade"
Nesta etapa o Centro colabora intensamente na celebração dos Colóquios de filosofia luso-galaicos sobre a saudade, conjuntamente com o professor Renato Epifanio e o M.I.L. Movimento internacional lusófono e organizados pelo Instituto de filosofia luso-brasileira.

### 2017; Os grandes incêndios do centro de Portugal.[14]Começo da 4ª época
O Centro Português retoma com novas forças e nova gente um impulso que recolhe os 90 anos de existência que celebraria em 2017. Chegando ao 90º aniversário da fundação do Centro Português de Vigo, e com um plano de atividades culturais estabelecidas ao redor desta efeméride tão significativa, os incêndios de Pedrógão Grande, Figueiró dos Vinhos e Castanheira de Pera, Góis do distrito de Leiria e Góis do distrito de Coímbra, provocam uma grande dor no Centro, que marca uma nova agenda, para homenagem dos falecidos e ajuda e solidariedade com as gentes das prefeituras que sofreram estes grandes e devastadores incêndios.

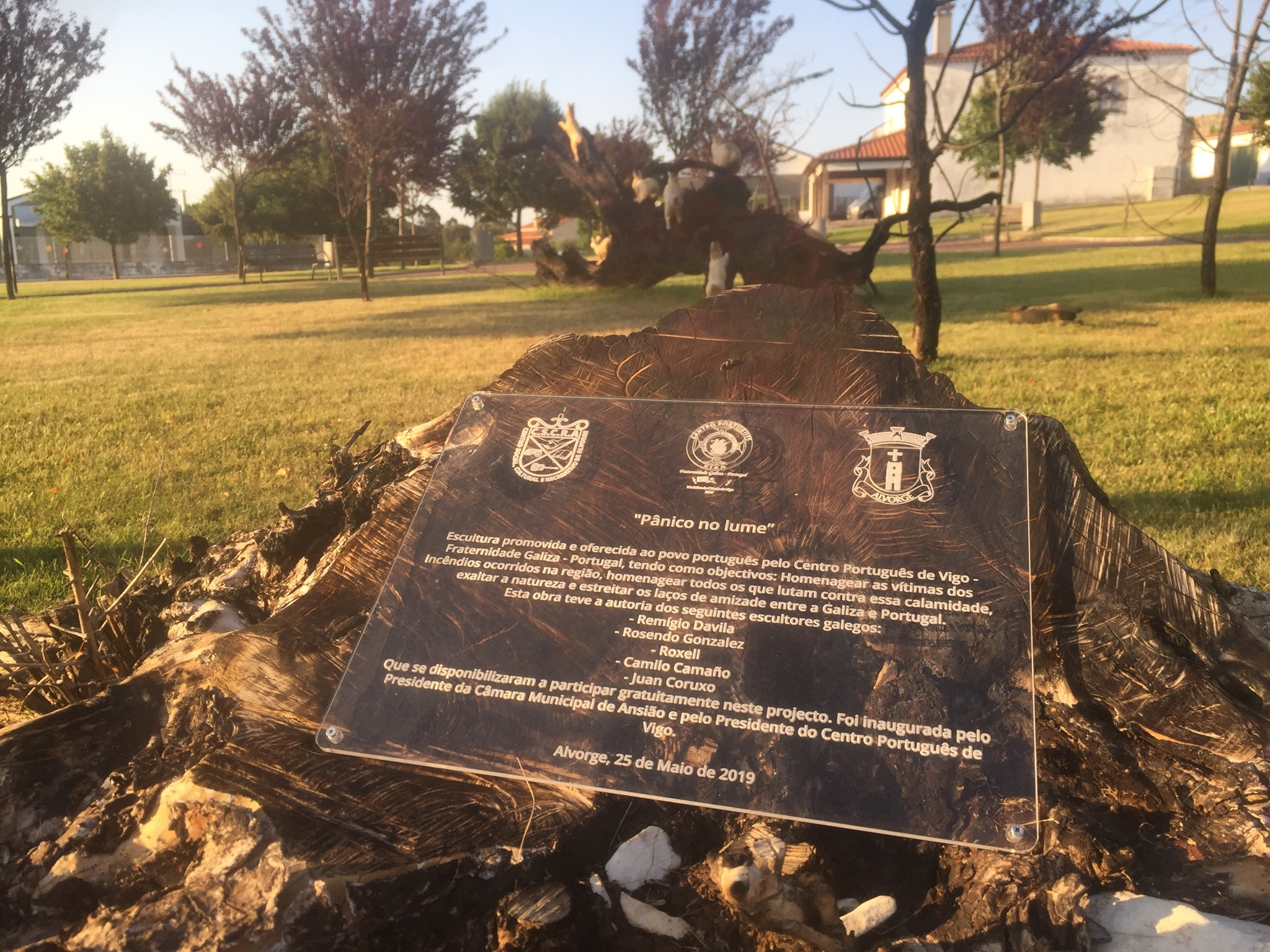
Homenagem do Centro Português de Vigo às vitimas dos grandes incêndios de 2017 na freguesia de Alvorge. Conjunto escultórico "Pânico no Fogo"

As atividades do Centro vão encaminhar para a máxima solidariedade com os povos vítimas desta catástrofe. Em Maio de 2019 é inaugurada a figura "Pânico no fogo" do coletivo de artistas "Arte não queimado" na freguesia de Alvorge, na prefeitura de Ansião, km. "0" e uma das zonas destruídas pelos graves e terríveis incêndios de 2017. Na elaboração da escultura homenagem colaboraram artistas como Camilo Camaño ou Juan Coruxo. Dizia o grande pintor, escritor e político galego Afonso Daniel Rodrigues Castelão num de seus quadrinhos; “não pôr chatas à obra, o que ache que se pode fazer melhor, que ajude”.  Também o grande Fernando Pessoa dizia “Deus ora, o homem sonha, a obra nasce”.

### 25 de Abril sempre!
Nos anos de 1990 o Centro estabelece uma estreita colaboração com a "Biblioteca-Museu República e Resistência" da cidade de Lisboa. Organizar-se-ão trabalhos para dar a conhecer o que foram naqueles dias de Abril em Portugal, com seu significado histórico e cultural. Foram muitas as conferências e muitos os convidados, entre eles o capitão de Abril Durán Clemente, de origem galega.

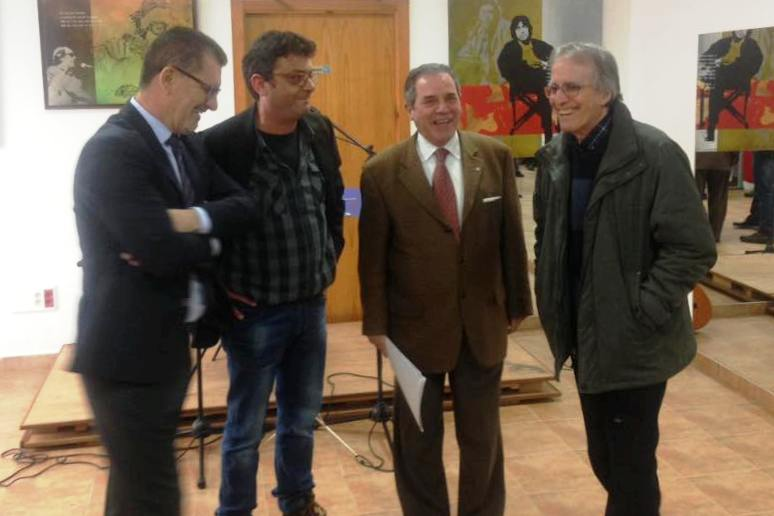
Xico Fanhais, uma das "Vozes de Abril" num acto homenagem ao 25 de Abril em 2018.

Após duas décadas retoma novamente as homenagens e a celebração do 25 de Abril. Nesta altura o Centro colabora estreitamente com a E.O.I. de Vigo e com a Associação de Vizinhos do Calvario na cidade de Vigo. Organizassem vários atos numas jornadas de cor e conhecimento nas que participaram algumas das "vozes de Abril" e nas que far-se-ão exposições da obra do pintor Henrique Gabriel "As palavras de Abril" e também uma série de concertos de música portuguesa.
Caminho já da segunda década do século XXI o Centro Português de Vigo marca novos objetivos com a criação da "Casa da Lusofonia", dando seu apoio à recém criada "Associação Impulsora Casa da Lusofonia".
Em seus arquivos atesora inúmeras obras literárias que formam uma biblioteca próxima aos 20.000 instâncias. Após décadas de procurar um lugar para catalogar os fundos e ter a disposição do público e de pesquisadores os fundos, em 2021 está a chegar-se a um acordo com a prefeitura de Mondariz para estabelecer numa antiga escola da entidade local menor de Vilasobroso, construída com o dinheiro de um dos muitos "lisboanos" da comarca, a biblioteca-museu com instâncias que datam desde o século XV.